# SuhO
Су Хао (кит. 苏昊, род. 7 августа 1983), также известный под ником suhO — китайский киберспортсмен по Warcraft III за расу ночных эльфов. Выступал за китайскую профессиональную команду World Elite.
Первым заметным достижением игрока стала победа на отборочном турнире ESWC 2006 China. В 2008 году Су Хао занял третье место на ежегодном турнире Make Games Colorful 2008, в котором принимают участие 16 лучших игроков мира. В том же 2008 году suhO доходит до полуфинала турнира WEF, где уступает «королю орков» Мануэлю «Grubby» Шенхаузену.
Крупнейшим достижением игрока стало выступление в третьем сезоне лиги G-League в 2009 году. В финальном матче «suhO» противостоял кореец Ли Хёнджу («Check»), но даже проиграв сопернику три игры подряд Су Хао сумел добиться итоговой победы.
Прекратил активные выступления в апреле 2010 года.

## Достижения
2008 год
- Make Games Colorful 2008 (Китай, Ухань) — 1460 $
- Road of the King — 10 000 $

2009 год
- G-League 2008 Season III Finals (Китай, Шанхай) — 2941 $
- WarCraft III Champions League — Season XIV — 10 020 $[6]